# 小行星1864
小行星1864（1864 Daedalus）是一颗围绕太阳公转的小行星。1971年3月24日，湯姆·赫雷爾斯在帕洛马山发现了此天体。
該小行星以希臘神話的人物代達洛斯命名。
这颗小行星的绝对星等为325.5645156321269等。